# Hans Ernst (Dichter)
Hans Ernst (* 9. November 1904 in München; † 30. August 1984) war ein deutscher Heimatdichter.
Hans Ernst wuchs in München auf und wurde mit 15 Jahren Bauernknecht in der Nähe von Fürstenfeldbruck. Ende der 1920er Jahre ging er mit einem Bauerntheater auf Tournee und begann seine schriftstellerische Tätigkeit. Nach dem Zweiten Weltkrieg ließ er sich als freier Schriftsteller in Kolbermoor nieder, wo er bis zu seinem Tod lebte. 
Ernst verfasste mehr als 100 Romane sowie Kurzgeschichten und Theaterstücke.
In seiner Autobiografie Die Hand am Pflug beschrieb er seinen Weg aus kleinen und menschlich schwierigen Verhältnissen zum erfolgreichen Volksschriftsteller.